# Flecha Valona de 2015
A 79.ª edição da Flecha Valona, foi uma clássica de ciclismo que se disputou na quarta-feira 22 de abril de 2015 sobre um percurso de 205,5 km entre Waremme e Huy, na província de Lièje (Bélgica).
A corrida além de ser a segunda clássica das Ardenas, fez parte do UCI World Tour de 2015, sendo a décima-segunda competição do calendário de máxima categoria mundial.
O ganhador foi Alejandro Valverde da equipa Movistar quem bateu no muro de Huy a Julian Alaphilippe (Omega Pharma) e Michael Albasini (Orica). Valverde conseguiu a sua terceira Flecha Valona, segunda consecutiva.

## Equipas participantes
Tomaram parte na corrida vinte e cinco equipas: os dezassete UCI ProTeam (ao ter assegurada e ser obrigatória sua participação), mais oito equipas Profissionais Continentais convidados pela organização. A cada formação esteve integrada por oito corredores (exceto Astana que os fez com 7), formando assim um pelotão de 199 ciclistas.
| Equipa                            | Cód. UCI | Categoria                |
| --------------------------------- | -------- | ------------------------ |
| AG2R La Mondiale                  | ALM      | UCI ProTeam              |
| Astana Pro Team                   | AST      | UCI ProTeam              |
| BMC Racing Team                   | BMC      | UCI ProTeam              |
| Etixx-Quick Step                  | EQS      | UCI ProTeam              |
| FDJ                               | FDJ      | UCI ProTeam              |
| IAM Cycling                       | IAM      | UCI ProTeam              |
| Team Katusha                      | KAT      | UCI ProTeam              |
| Lampre-Merida                     | LAM      | UCI ProTeam              |
| Lotto-Soudal                      | LTS      | UCI ProTeam              |
| Movistar Team                     | MOV      | UCI ProTeam              |
| Orica GreenEDGE                   | OGE      | UCI ProTeam              |
| Team Sky                          | SKY      | UCI ProTeam              |
| Team Cannondale-Garmin            | TCG      | UCI ProTeam              |
| Tinkoff-Saxo                      | TCS      | UCI ProTeam              |
| Trek Factory Racing               | TFR      | UCI ProTeam              |
| Team Giant-Alpecin                | TGA      | UCI ProTeam              |
| Team Lotto NL-Jumbo               | TLJ      | UCI ProTeam              |
| Bretagne-Séché Environnement      | BSE      | Profissional Continental |
| Cofidis, Solutions Crédits        | COF      | Profissional Continental |
| MTN Qhubeka                       | MTN      | Profissional Continental |
| Roompot Oranje Peloton            | ROP      | Profissional Continental |
| Team Europcar                     | EUC      | Profissional Continental |
| Topsport Vlaanderen-Baloise       | TSV      | Profissional Continental |
| UnitedHealthcare Pro Cycling Team | UHC      | Profissional Continental |
| Wanty-Groupe Gobert               | WGG      | Profissional Continental |

## Percorrido

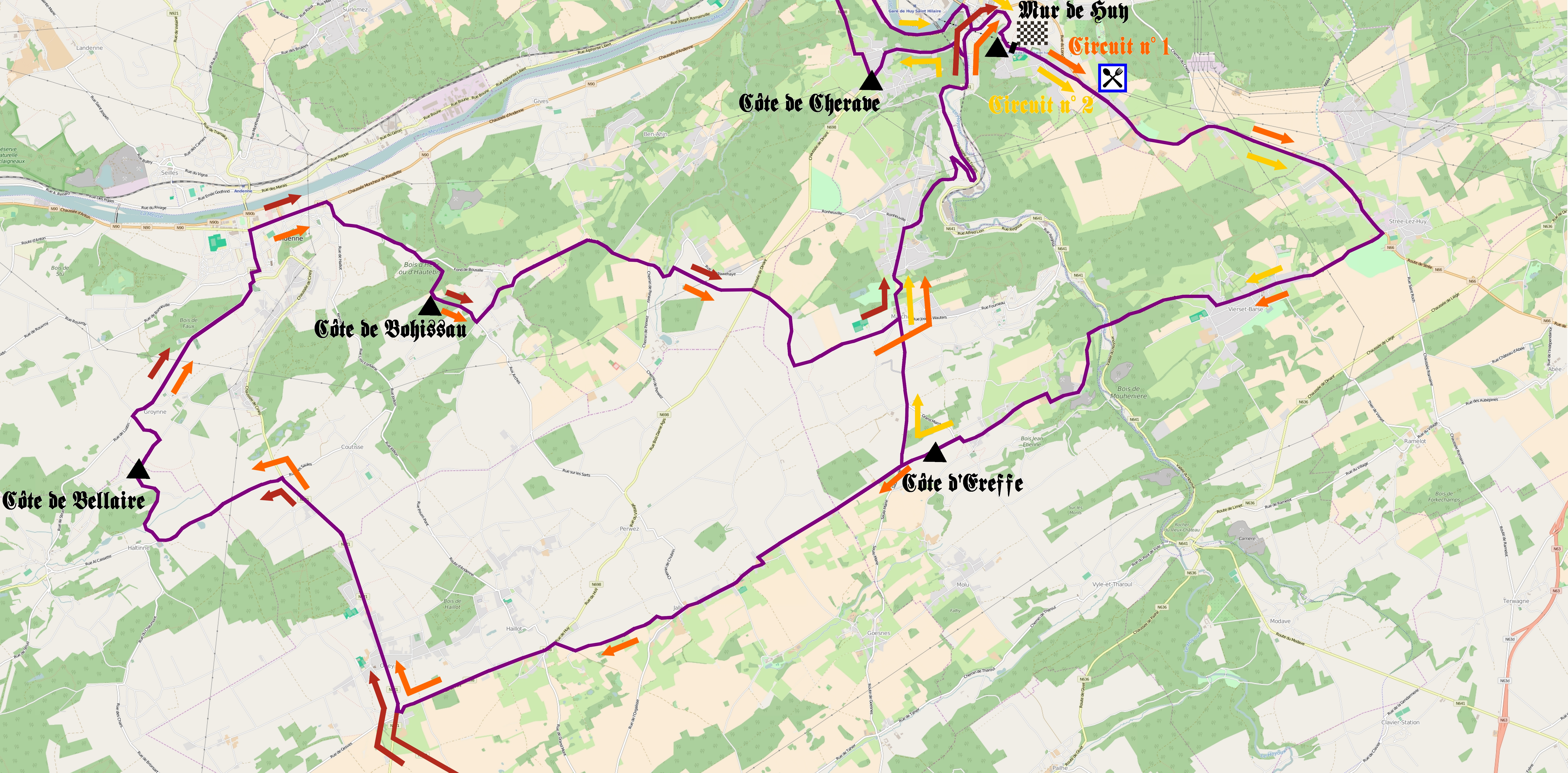

O percurso desta edição sofreu algumas mudanças. Mantiveram-se os 11 muros ao igual que a edição anterior mas partiu pela primeira vez em Waremme. Ademais incluiu-se uma nova subida mais perto do final, a Côte de Chérave, 5 quilómetros antes da chegada no Muro de Huy.
| Num | Nome                          | Quilómetro | Comprimento (m) | Pendente média |
| --- | ----------------------------- | ---------- | --------------- | -------------- |
| 1   | Côte des 36 Tournantes        | 22         | 2900            | 4,8 %          |
| 2   | Côte des Bellaire             | 92         | 1000            | 6,3 %          |
| 3   | Côte de Bohisseau             | 100        | 2400            | 5,5 %          |
| 4   | Muro de Huy (1.er passo)      | 118        | 1.300           | 9,6 %          |
| 5   | Côte d'Ereffe                 | 131        | 2100            | 5 %            |
| 6   | Côte de Bellaire (2.º passo)  | 150        | 1000            | 6,3 %          |
| 7   | Côte de Bohisseau (2.º passo) | 158,5      | 2400            | 5,5 %          |
| 8   | Muro de Huy (2º passo)        | 176,5      | 1300            | 9,6 %          |
| 9   | Côte d'Ereffe (2º passo)      | 189        | 2100            | 5 %            |
| 10  | Côte de Cherave               | 200        | 1300            | 8,1 %          |
| 11  | Muro de Huy (final)           | 205,5      | 1300            | 9,6 %          |

## UCI World Tour
A Flecha Valona outorgou pontos para o UCI World Tour de 2015, somente para corredores de equipas UCI ProTeam. A seguinte tabela corresponde ao barómetro de pontuação:
| Posição   | 1º | 2º | 3º | 4º | 5º | 6º | 7º | 8º | 9º | 10º |
| Pontuação | 80 | 60 | 50 | 40 | 30 | 22 | 14 | 10 | 6  | 2   |

## Classificação final
| Pos. | Ciclista           | Equipa                  | Tempo           | Pontos UCI |
| ---- | ------------------ | ----------------------- | --------------- | ---------- |
| 1.º  | Alejandro Valverde | Movistar                | 5 h 08 min 22 s | 80         |
| 2.º  | Julian Alaphilippe | Omega Pharma-Quick Step | m.t.            | 60         |
| 3.º  | Michael Albasini   | Orica GreenEDGE         | m.t.            | 50         |
| 4.º  | Joaquim Rodríguez  | Katusha                 | m.t.            | 40         |
| 5.º  | Dani Moreno        | Katusha                 | m.t.            | 30         |
| 6.º  | Alexis Vuillermoz  | Ag2r La Mondiale        | a 4 s           | 22         |
| 7.º  | Sergio Henao       | Sky                     | m.t.            | 14         |
| 8.º  | Jakob Fuglsang     | Astana                  | m.t.            | 10         |
| 9.º  | Tom Slagter        | Cannondale-Garmin       | m.t.            | 6          |
| 10.º | Wilco Kelderman    | Lotto NL-Jumbo          | m.t.            | 2          |

| 11.º | Roman Kreuziger   | Tinkoff-Saxo                 | a 8 s  |
| 12.º | Rinaldo Nocentini | Ag2r La Mondiale             | a 10 s |
| 13.º | Dylan Teuns       | BMC Racing                   | m.t.   |
| 14.º | Pierre Rolland    | Europcar                     | a 13 s |
| 15.º | Enrico Gasparotto | Wanty-Groupe Gobert          | m.t.   |
| 16.º | Jonathan Hivert   | Bretagne-Séché Environnement | a 16 s |
| 17.º | Mathias Frank     | IAM Cycling                  | m.t.   |
| 18.º | Michele Scarponi  | Astana                       | m.t.   |
| 19.º | Bauke Mollema     | Trek Factory Racing          | a 19 s |
| 20.º | Vincenzo Nibali   | Astana                       | m.t.   |